# Milena López
Fanny Milena López Cardona (Manizales, 5 de noviembre de 1981) es una presentadora de televisión y modelo colombiana.

## Biografía
Nació el 5 de noviembre de 1981 en Manizales, Caldas. Terminó su bachillerato en el colegio San Pío X y entró a estudiar inglés al Colombo Americano estudió Ingeniería de Sistemas en la Universidad de Caldas. Paralelamente con sus estudios hizo parte entre los años 2000 y 2002 del personal administrativo de Karts Indoor de la ciudad de Manizales. Fue reina de la feria de manizales en 2005 y participó en el reinado nacional del café en 2004. Inició su carrera en la televisión en un programa llamado Gente interactiva en su ciudad natal Manizales. En el 2007 decidió presentarse a la convocatoria que realizó Estilo RCN donde resulta siendo una de las ganadoras. Posteriormente, en el 2011 decide abandonar Estilo para irse a presentar el programa Matutino Muy buenos días con Jota Mario Valencia y Laura Acuña de RCN Televisión. En septiembre de 2017 y después de 10 años abandona RCN Televisión para presentar la sección de entretenimiento de la edición de las 8 PM de Citynoticias del canal City TV de Bogotá con Claudia Palacios, en marzo del 2018 ingresa al Canal 1 para presentar el magazín Venga, le Cuento, Alterna su trabajo con el diseño de vestido de baño, la marca bajo la cual se venden en asocio con su prima se llama "BE-HIPPIE".

## Filmografía

### Presentadora
| Año             | Título                  | Notas                           | Canal          |
| --------------- | ----------------------- | ------------------------------- | -------------- |
| 2018            | Venga, le Cuento        | Presentadora                    | Canal 1        |
| 2017            | Citynoticias            | Presentadora de entretenimiento | Citytv         |
| 2014            | El Lavadero             | Invitada                        | RCN Televisión |
| 2012            | Protagonistas de novela | Invitada de la semana           | RCN Televisión |
| 2011-2017       | Muy buenos días         | Presentadora                    | RCN Televisión |
| 2007-2011       | Estilo RCN              | Presentadora                    | RCN Televisión |
| Año desconocido | Gente interactiva       | Presentadora                    |                |